# Анђео
Анђео (од хебр. מלאך [] — малах — „посланик“, „весник“, „гласник“; грч. άγγελος []; лат. angelus; арап. الملك — мелек) је натприродно биће које је присутно у многим религијама, чија је дужност да служи Богу или боговима. Посредују између неба и земље. Анђео је веома важан у три аврамске религије: јудаизму, хришћанству и исламу.

## Етимологија
Израз анђео потиче од јеврејског мал`ак (מַלְאָךְ), што је изведено из семитског корена л-'-к (ל-א-ך), у значењу „послати“. Из истог корена је изведен израз посланичка служба, „мал(а)кут“; као и именица посланство, рад, „м(е)лака“. Од њега потиче и лично име Малахија, „Мал(е)аки“ („мој посланик“), што је скраћена форма од „Мал(е)акиј'ја“. Израз се сусреће и у угаритском, етиопском и арапском језику, где као и у јеврејском језику има значење „посланика“ или „анђела“. Временом је израз добио искључиво значење небеског бића које служи Богу. Грчка Септуагинта преводи овај израз са ангелос („гласник“), те одавде долази латинска реч ангелус. И у другим европским језицима речи су изведене из ових превода.

## Анђели у јудаизму
Основа јудаизма је био строги монотеизам, односно вера у једног Бога, творца, без нижих богова посредника. Међутим, временом се развија учење о посредницима између Бога и човека: добрим анђелима, и рђавим духовима, ђаволима или демонима. Анђели или демони представљају два света који се међусобно налазе у рату. Ипак, и једни и други добијају своју егзистенцију од истог творца, од кога су при својој делатности зависни.
Анђели су представљани као духовна и бестелесна бића која не једу и не пију, не рађају се и не умиру. Они узимају учешћа у особинама Бога, чије царство они образују и кога су весници. Њихов број је бесконачан. Пред људима се појављују у људском обличју и тада имају светле беле хаљине. Функција анђела је да буде опуномоћени представник друге личности (Пост 32, 6; Суд 9, 31; 2 Бар 6, 32) или је Божији посланик, односно „анђео Јахвеов“ (Аг 1, 13; Ис 63, 9; 45, 12; Мал 3, 1).
У старом завету израз анђео означава преносиоца поруке, без прављења разлике да ли се при томе ради о људском или нељудском бићу. Када се ради о човеку, онда се мисли на преносиоца поруке, док надземаљски анђео може извршавати и неке друге делатности. Пошто се анђео у старом завету појављује у људском облику и може бити замењен и са људима, акценат лежи више на функцији него на његовом небеском бићу.
Из мноштва анђела издвајају се поједини анђели анђела који су посебно наглашени. У питању је седам редова као што је наведено у 1 Енох 61, 10: херувими (ха-кв(е)рувијм), серафими (с(е)рафијм), офаними (офанијм), анђели силе (или први), власти, изабрани, и моћи.
И у 2 Енох (= слов. Енох) 20 набрајају се анђелски редови: арханђели, силе, власти, први, моћи, херувими, серафими, престоли, офаними.
Потпуно се другачије именују анђелски редови у књизи Јубилеји. У Јуб 1, 27, 29 спомиње се „анђео лица“, као у Зав Леви 3, 18 и Зав Јуда 25, а у Јуб 2, 2, 8; 15, 27; 31, 14 наводе се анђели „светлости“ и „анђео моћи“, који је и анђео смрти и пратилац душе (Зав Асир 6; Зав Бенијам 6), и који прати Еноха на његовом путу кроз небеске светове.
Постоји и група од шест или седам анђела односно арханђела (Тов 12, 15) међу којима је Рафаило, један од седморице анђела који има приступ код Светога. У етиоп. Еноху именују се шест анђела стражара: Уриило, Рафаило, Рагуило, Саракиило (у каснијој јудејској традицији Цидкиило или Цадукиило), Гаврило и Михаило. У грчком тексту се као седми наводи и Ремаило. То је вероватно исти арханђел који се и у 1 Енох 90, 21 спомиње под имену Јеремиило.

### Михаило
Изразито значајна личност међу анђелима јесте Михаило (Мијхаел). Етимолошки ово име би се могло превести са: „Ко је као Бог“, али је ипак порекло имена непознато.
Михаило је у првом реду заштитник јудејског народа и он има одлучујућу улогу на Божијем суду. У последњим данима овога света он се препире за свој народ (Дан 12, 1). Док је Сатана у јудејској теологији клеветник, Михаило је бранитељ. На њега је пренесен суд над палим анђелима (1 Енох 90, 21), и он заједно са арханђелима Гаврилом и Рафаилом, даје мишљење о палим анђелима (1 Енох 10, 11). При кажњавању палих анђела Михаила обузима сажаљење (1 Енох 68). Он пред Бога износи дела побожних (4 Вар 11). Као анђео јудејског народа он је и његов законодавац. Грчки текст „Живот Адама“ наводи да је приликом давања закона Мојсију, он био поучен од стране арханђела Михаила.

### Гаврило
Друга значајна личност у старој јудејској ангеологији јесте Гаврило (Гав`риел). Поред имена анђела Михаила, његово име је једино које се спомиње у тексту старог завета. Етимологија имена је такође непозната, али је могуће да значи: „Бог је јак“ или „снага Божија“.
Гаврило има значајну улогу и чини се да је он највиши анђео (Дан 8, 16 и 9, 21). У људском лику јавља се пророку Данилу (уп. Дан 8, 15-16 са Дан 10, 5-11; 12, 6-7). На Данилову молитву (Дан 9, 21-27) он тумачи народу пророчанство од седамдесет седмица. Према 1 Енох 40, 9 он је предстојник свих небеских сила. Чини се као да је првобитно арханђел Гаврило био највиши анђео, који је своје место касније препустио арханђелу Михаилу, вођи јудејског народа (уп. Лк 1, 19. 26).

### Остали анђели
Урило (Уриел) наводи се да је управљач неба и звезданих војски. Његово име значи „моја светлост је Бог“. Рафаил (Р(е)фаел) се чини да је анђео оздрављења. Његово име значи „Бог је излечио“. Спомиње се да је послан ради оздрављења Товије од очне болести и да протера доносиоца смрти, ђавола асмодија (разрушитељ, упропаститељ) (Тов 3, 16; 5, 4; 12, 5).
Међу највишим анђелима који се набрајају у 1 Енох 20 налази се и име Јеремила, који је постављен над „душама праведних у њиховим обитавалиштима“ (4 Језд 4, 36). Још се спомињу:
- Фануило (П`нуел)(= анђео лица) (1 Енох 40, 9; 4 Вар 2)
- Рагуило (Р`наел)(= пријатељ Божији) (1 Енох 20, 4; 2 Енох 33, 6)
- Самуило (Сх`муел) (2 Енох 33, 6)
- Асарјаљол (грчки начин читања је Истраил) (1 Енох 10, 1), који се у каснијем предању помиње као анђео смрти)
- Рамаило (2 Вар 55, 3; 63, 3)
- Сарасаило (4 Вар)(уп. 1 Енох 20, 6)
- Сариело, Саракило и други...

У јеврејској традицији помињу се још и:
- МЕТАТРОН: анђео мисли и свјетла.
- АМИТИЕЛ: анђео истине.
- АНАЕЛ: анђео златне светлости и страсти.
- АНАНШЕЛ: херувим милости.
- АРИЕЛ: херувим природе.
- ФАНУЕЛ: анђео златне светлости и наде.
- ФОРТУНАТА: женски аспект херувима просперитета.
- ГАЛГАЛИЕЛ: унутрашњи анђео вибрирања.
- ХАДРАНИЕЛ: анђео срца и љубави.
- ХАМИЕД: серафим чуда.
- ЈОФИЕЛ: анђео манифестовања лепоте.
- ИЗРАФЕЛ: анђео музике.
- НАТАНИЕЛ: унутрашњи анђео ватре.
- ОНГКАНОН: анђео манифестовања комуникације.
- РАМАЕЛ: анђео радости.
- РАЗИЕЛ: анђео манифестовања знања.
- РАМИЕЛ: анђео златне светлости и милосрђа.
- САНДАЛФОН: серафим моћи.
- СТАМЕРА: анђео златне светлости и праштања.
- ЗАХАРАЕЛ: серафим препуштања.[3]

## Анђели у хришћанству
У Светом писму се поред добрих појављују и зли анђела, које предводи Сотона (Мк 11,25).
Анђели су створени пре ичега другог, а сами нису ничега створитељи. Анђели су по природи божански духови, другостепене светлости, невештаствени пламен огњени, хитропокретни умови. Они су словесни, самовласни (имају слободну вољу да сами одлучују), по благодати Божијој су бесмртни, троми су на зло али не и сасвим непокретни. Разликују се по слави, достојанству и служби.
Анђели су створени вишим од људи (Пс 8, 6) и немају тела ни телесних страсти. Телесно нису ограничени, не попримају облик по законима света, нису спутани тварју и тварним предметима, нису подложни земаљским законима времена и простора, али јесу просторно и временски ограничени, јер им је потребно кретање и време (иако кратко) да са једног места дођу на друго. Називају се бестелесним, јер немају тело као људи, односно имају танана „ваздушаста“ (етерна) тела. Називају се невештаственим (нетварним) пошто је њихова природа много истанчанија од грубог човечјег тела и сродна је човечијој души. Људима се јављају увек у обличју својих тела, мада, како говори Јован Дамаскин, не онакви какви јесу, у пуном и застрашујућем блештавилу, већ у људима прилагођеном сјају, а такође могу попримити облик какав Бог зажели од њих, нпр. човека, облака или огњеног/светлоносног стуба. Они људе заступају код Бога, молећи се за људе и уз људе, те људима доносе Божије дарове. Димитрије Ростовски каже да су „анђели створени по образу и подобију Божијем“ као што је касније створен човек.
Свети владика Николај Велимировић је за светог владику Јована Шангајског и Сан-Францисканског говорио да је анђео Божији у људском обличју и живи светитељ.

### Хијерархија анђела
Према црквеном предању, које је најбоље изражено у спису псеудо-Дионисија Ареопагита „О небеској хијерархији“, анђели се деле на три хијерархије: вишу, средњу и нижу, а свака хијерархија се даље дели на три чина.
Виша:
- Серафими су четворо- односно шестокрилати симболи светлости, жар Божије ватре (Језек. 1,5, Иса. 6, 1), распаљују огњену љубав према Богу и најближи су Богу
- Херувими просвећују премудрошћу и богопознањем, чувари су раја (Пост 3, 24)
- Престоли су разумни и по благодати богоносни, изливају силу правосуђа на престоле земаљских судија и владара (Кол, 16)

Средња:
- Господства господаре нижим чиновима, дају силу и мудрост, уче друге да владају вољом и осећањима
- Силе спроводе непоколебиво вољу Божију, дају силу чудотворства
- Власти представљају неуништавајућу хармонију, кроте демоне, одбијају искушења

Нижа:
- Начела начелују нижим анђелским чиновима, брину за народе и световни суд
- Арханђели благовесте, пророкују, укрепљују веру
- Анђели су анђели чувари, војска небеска (Јов 19,12, Пс 103, 21), духови (Откр 1, 4), јављају мање тајне и намере Божије, подстичу на врлину, стоје људима најближе

Само највиши чин прима светлост и познање од самог Бога, а сви нижи чинови се просвећују и примају тајне од виших чинова. Они за светлошћу и познањем Божјим чезну, па Бог човеку открива своје тајне преко њих, не зато што су му они неопходни, већ зато што у то „анђели желе завирити“ (1. Пт 1, 12). Не треба им ни језик ни слух, него без изговорене речи предају један другоме властите мисли и одлуке. Они увек чине само једно: служе Богу и његовој творевини.
Они се сви заједно називају анђелима (весницима), зато што сви служећи Богу учествују у људском спасењу; мада то није њихова једина служба. Арханђели представљају посебну врсту анђела, иако је теолошки систем у хијерархијској лествици њима одредио осмо, претпоследње место, њима је дата посебна улога. Неки од њих имају властита имена. Има седам арханђела. Први међу арханђелима је Михаило, име му значи „онај који је као Бог“. Други је Гаврило, „сила Божија“, трећи Рафаило или „исцељење Божије“. Четврти међу арханђелима је Урило или „Божанска светлост“, Пети је Салатаило, „врховни служитељ молитава“, шести Егудило, „хвала Божија“, и седми Варахило, „делитељ благослова“. Понекад се помиње као осми арханђел и Јеремило, „величина Божија".

## Анђели у исламу
Анђео се у исламу назива мелек (арапски: الملك, ал-малак). Мелеки су, према исламском веровању, часна створења која је Бог (арап: Алах) створио од светлости (арап: нур) да би вршили његову вољу. Поређани су у хијерархију на чијем врху се налазе:
- Џибрил (Гаврило), задужен за достављање Божје објаве изабраним веровесницима и посланицима;
- Микаил (Михаило) је задужен за кишу и биљке;
- Исрафил чије ће пухање уништити креацију на крају времена;
- Азраил, анђео смрти за узимање душа у часу смртном.[7]

За разлику од човјека мелеки не поседују слободну вољу. Зато, иако ближи Богу, нису супериорни у односу на човека у савршенству његове урођене природе (фитрах), јер човек може истински спознати Бога, док мелеки то не могу. У причи о Мираџу, Мухамедовом уздигнућу на небо и у Божије присуство, по традицији, њега води Гаврило (Џебраил). Долазе до границе коју он не смије прећи, а посланик наставља сам даље.

Ибн Маџа каже о мелекима следеће: 

"Вјерује се да су мелеци од једноставне супстанце (створени од свјетла), надахнути животом, говором и разумом, а разлика између њих, џина и шејтана јест у врсти. Знај да су мелеци чисти од жудње и ометања бијеса. Никад нису непослушни Богу у оном што им нареди, и раде оно што им се нареди. Храна им је величање Његове славе, пиће им је објављивање Његове светости; разговор, заједничко сјећање на Бога, нека је узвишено Његово име; њихово задовољство јесте Његово обожавање. Створени су у различитим облицима с различитим способностима.